# Зубів (Чернігівський район)
Зу́бів — колишній населений пункт, село Чернігівського району Запорізької області. 

## Географія
Село знаходилось у верхів'ях р. Токмак, на потічку, річці Зубівська, що протікає по балці Зубівська. Село знаходилось на південь від Нижнього Токмака і на схід від Могилян.

## Назва
Село назване за прізвищем першого переселенця, Зуба.

## Історія
Утворене у 1823 році з хуторів с. Верхній Токмак та смт Чернігівка. У 1860 році хутір Зубів відокремився від Верхнього Токмака, утворивши окрему поземельну общину, але продовжуючи до 1880 року складати з Верхнім Токмаком одне сільське товариство. 
У 1864 році на хуторі налічувалось 19 дворів і проживало 99 осіб. На кінець XIX століття в 40 дворах проживало 203 особи. Селяни були прихожанами молитовного будинку архангела Михайла у Верхньому Токмаку, пізніше Могилянського храму. 
Революція та громадянська війна призвели до зменшення кількості населення, а голод 1921-1922 років забрав життя 30 жителів. У період колективізації 6 найкращих господарів розкуркулили і було утворено колгосп «Зоря». 
Голод 1932-1933 років спричинив до тяжких утрат — майже 50 зубівців померло; багато розбрелося по іншим селам. 
В подальшому у результаті тяжкої праці селян відбулося покращення матеріальної бази села та колгоспу. У 1936 році збудовано приміщення 4-річної школи, функціонує дитсадок, клуб, медпункт. 
У роки Другої Світової війни 35 селян воювали на фронтах, 12 з них загинуло, 8 молодих людей було забрано на рабську працю в Німеччині, одного з них, Харченка Дмитра, страчено за допомогу військовополоненим. Під час війни село майже повністю було спалене.
Післявоєнна відбудова йшла в напружених буднях. Під час укрупнення колгоспів у 1950 році з двох могилянських колгоспів та одного зубівського утворений один колгосп «ім. Свердлова». Зубів стає бригадним селом. Пізніше село потрапляє в розряд неперспективних. під час наступного укрупнення у 1959 році колгосп «ім. Свердлова» об'єднали з колгоспом «Більшовик» з центром у Чернігівці. У 1975 році закрили школу, люди починають активно виїжджати з села. З 1984 року в Зубові проживала лише сім'я Моргуна І.Д. (він та дружина), в народі село стали називати «Моргунів хутір». У 2003 році Моргуни від'їздять із села.